# Redessan
Redessan este o comună în departamentul Gard din sudul Franței. În 2009 avea o populație de 3.571 de locuitori.

## Evoluția populației
| An        | 1975  | 1982  | 1990  | 1999  | 2006  | 2009  |
| --------- | ----- | ----- | ----- | ----- | ----- | ----- |
| Populație | 1.602 | 2.084 | 2.233 | 2.873 | 3.162 | 3.571 |